# Lovecký zámeček Habsburků (Těšín)
Lovecký zámeček Habsburků ve městě Těšín je klasicistní stavba z let 1838–1840, okres Těšín, Slezské vojvodství, který byl postaven arcivévodou Karlem Ludvíkem v roce 1838.
Lovecký zámeček je v seznamu kulturních památek Polska pod číslem R/468/56 z 2. listopadu 1956, 212/60 z 3. března 1960 a A-244/77 z 15. prosince 1977.

## Historie
Lovecký zámeček se nachází na úpatí Zámeckého vrchu. Byl postaven na původním místě piastowského hradu z 14. století (dolního hradu). Sloužil jako letní sídlo arciknížat Těšínského knížectví od roku 1853, byly v něm komnaty i pro kancléře Těšínské komory. Zámek sloužil jako sídlo Těšínské komory. V současné době se zde nachází Hudební škola, kulturní instituce Zámek Cieszyn, čajovna a ubytovací zařízení Ofka.

## Architektura
Lovecký zámeček projektoval Joseph Kornhäusel, architekt arcivévody Karla Ludvíka. Nevelký dvoupatrový klasicistní objekt zaujímá půdorys ve tvaru T. Jeho frontální část je směrována na východ k městu. Střední část je dvoupatrová krytá sedlovou střechou na kterou navazují dvě jednopatrová křídla. Charakteristické prvky jsou serliany a trojúhelníkový štít. V křídlech jsou vjezdové brány. Ve střední frontální části je plytký rizalit zakončen nízkým přístavkem zdobený bosáží a završen balkonem s litinovým zábradlím. Vnitřek se skládá z třech traktů završených valenou klenbou s lunetami, českou plackou a klenbami zdobenými freskami. 

## Galerie

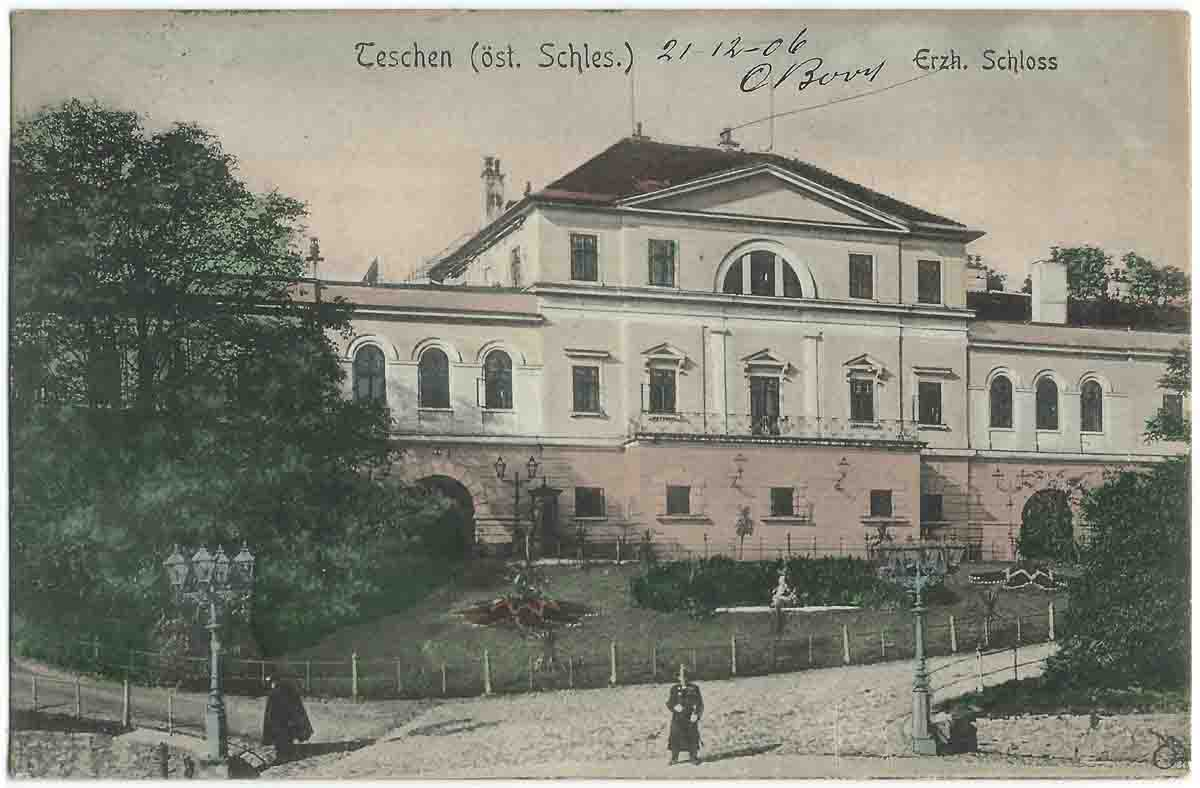
Lovecký zámeček na pohlednici z roku 1906
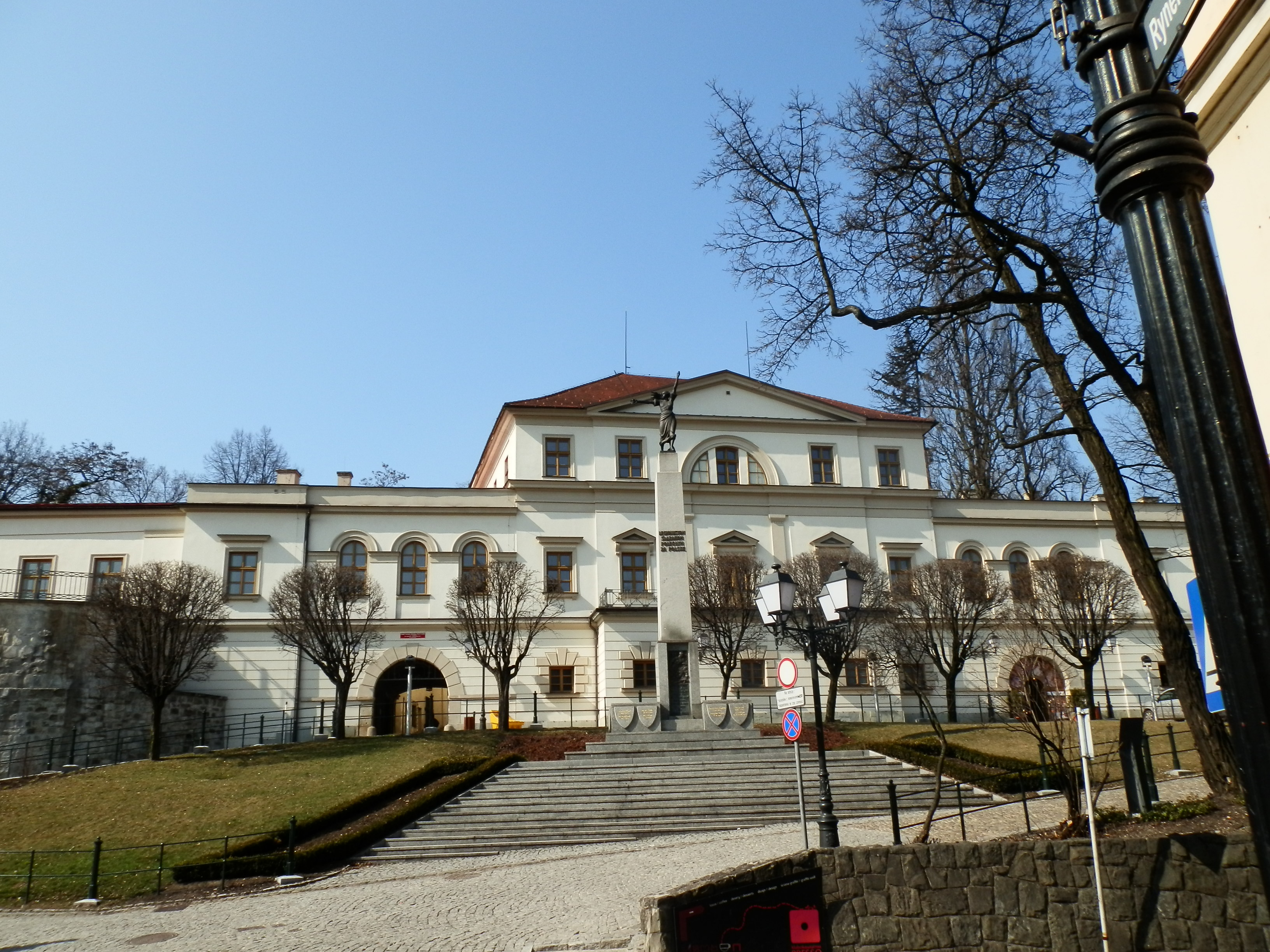
průčelí
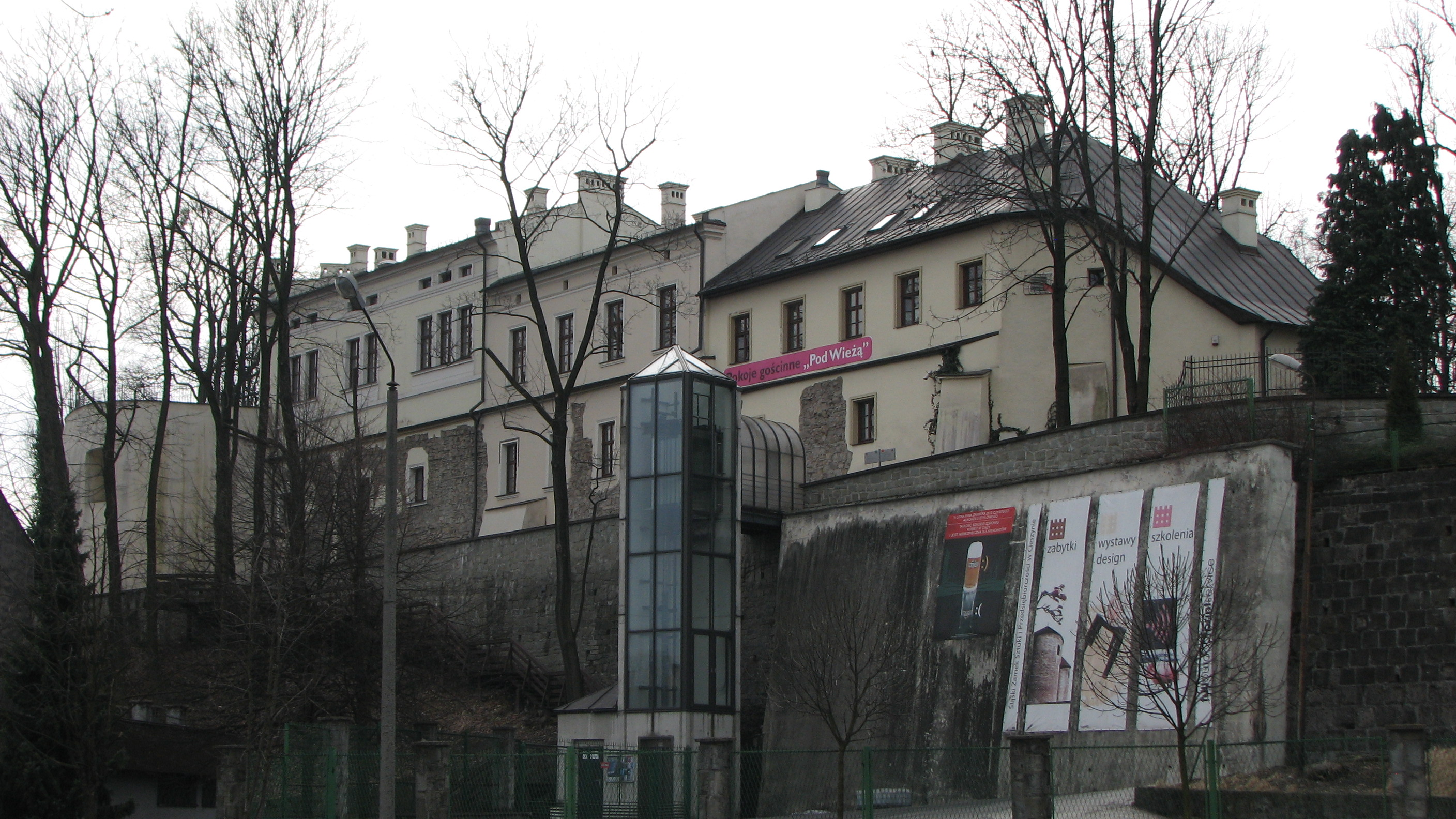
Pohled od pivovaru